# Liste der Biografien/Eno
Liste der Biografien |
Portal Biografien |
Personensuche
# |
A |
B |
C |
D |
E |
F |
G |
H |
I |
J |
K |
L |
M |
N |
O |
P |
Q |
R |
S |
T |
U |
V |
W |
X |
Y |
Z |
?
 
Ea |
Eb |
Ec |
Ed |
Ee |
Ef |
Eg |
Eh |
Ei |
Ej |
Ek |
El |
Em |
En |
Eo |
Ep |
Eq |
Er |
Es |
Et |
Eu |
Ev |
Ew |
Ex |
Ey |
Ez
 
Ena |
Enb |
Enc |
End |
Ene |
Enf |
Eng |
Enh |
Eni |
Enj |
Enk |
Enl |
Enm |
Enn |
Eno |
Enq |
Enr |
Ens |
Ent |
Enu |
Env |
Enw |
Enx |
Eny |
Enz
Die Liste der Biografien führt alle Personen auf, die in der deutschsprachigen Wikipedia einen Artikel haben. Dieses ist eine Teilliste mit 45 Einträgen von Personen, deren Namen mit den Buchstaben „Eno“ beginnt.

## Eno
- Eno (* 1997), deutscher Rapper
- Eno, Brian (* 1948), britischer MusikerBrian Eno (* 1948)

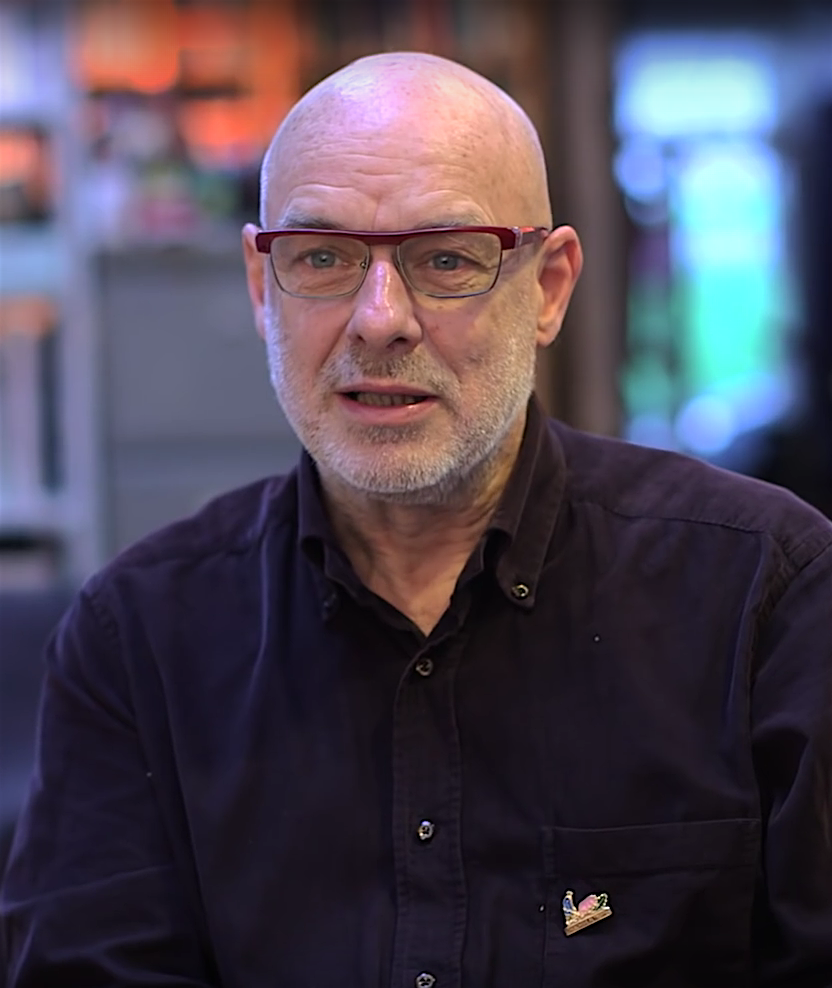
Brian Eno (* 1948)

- Eno, Roger (* 1959), britischer Musiker und Komponist
- Eno, Sumi (* 1991), japanische Comiczeichnerin
- Eno, William Phelps (1858–1945), US-amerikanischer Unternehmer und Pionier der Verkehrssicherheit

### Enob
- Enobakhare, Bright (* 1998), nigerianischer Fußballspieler

### Enoc
- Enoch von Ascoli, italienischer Humanist
- Enoch, Alfred (* 1988), britischer Schauspieler
- Enoch, Carina (* 1987), deutsche Fußballspielerin
- Enoch, Kurt (1895–1982), deutsch-US-amerikanischer Verleger
- Enoch, Nadine (* 1989), deutsche Fußballspielerin
- Enochs, Joe (* 1971), US-amerikanischer Fußballspieler und -trainer
- Enochs, William H. (1842–1893), US-amerikanischer Politiker
- Enochsson, Thore (1908–1993), schwedischer Marathonläufer
- Enock, Charles Reginald (1868–1970), britischer Ingenieur, Lateinamerikaforscher und Autor

### Enod
- Enodd, Jenny (* 1996), norwegische Biathletin

### Enoe
- Enoeda, Keinosuke (1935–2003), japanischer Meister des Karate der Japan Karate Association

### Enoh
- Enoh, Eyong (* 1986), kamerunischer Fußballspieler

### Enok
- Enok, Pippi Lotta (* 2002), estnische Siebenkämpferin
- Enoksen, Hans (* 1956), grönländischer Politiker (Naleraq)
- Enoksen, Hans Erik (* 1976), grönländischer Politiker (Demokraatit)
- Enoksen, Henning (1935–2016), dänischer Fußballspieler und Trainer
- Enoksen, Juliane (* 1970), grönländische Politikerin (Inuit Ataqatigiit)
- Enoksen, Lars Magnar (* 1960), norwegisch-schwedischer Autor und Ringer
- Enoksen, Odd Roger (* 1954), norwegischer Politiker (Zentrumspartei), Mitglied des Storting

### Enol
- Enold, Klaus (* 1941), deutscher Fußballspieler in der DDR

### Enom
- Enomiya-Lassalle, Hugo Makibi (1898–1990), deutsch-japanischer Ordensgeistlicher, Jesuit und Zen-MeisterHugo Makibi Enomiya-Lassalle (1898–1990)

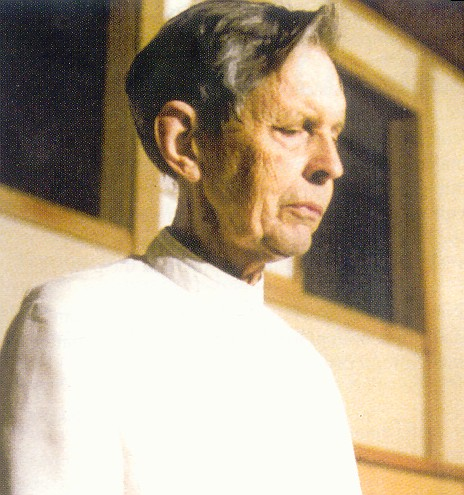
Hugo Makibi Enomiya-Lassalle (1898–1990)

- Enomoto, Daiki (* 1996), japanischer Fußballspieler
- Enomoto, Daisuke (* 1971), japanischer Unternehmer
- Enomoto, Itsuki (* 2000), japanischer Fußballspieler
- Enomoto, Jun (* 1977), japanischer Fußballspieler
- Enomoto, Keigo (* 1999), japanischer Fußballspieler
- Enomoto, Ken’ichi (1904–1970), japanischer singender Komödiant
- Enomoto, Kōdai (* 1994), japanischer Fußballspieler
- Enomoto, Shūichi (* 1952), japanischer Jazzmusiker (Saxophone, auch Flöten)
- Enomoto, Takeaki (1836–1908), japanischer Admiral der Marine des Tokugawa-Shōgunates
- Enomoto, Tatsuya (* 1979), japanischer Fußballtorhüter
- Enomoto, Tetsuya (* 1983), japanischer Fußballspieler

### Enon
- Enonchong, Rebecca (* 1967), kamerunische Technologieunternehmerin, Gründerin und CEO von AppsTech

### Enoq
- Enoq (* 1982), deutscher Rapper
- Enoque, Maria Angelina (* 1953), mosambikanische Politikerin (RENAMO), Abgeordnete und stellvertretende Präsidentin der Assembleia da República

### Enos
- Enos, Benjamin (1788–1868), US-amerikanischer Politiker
- Enos, Bob (1947–2008), US-amerikanischer R&B- und Jazzmusiker
- Enos, John III (* 1962), US-amerikanischer Schauspieler
- Enos, Mireille (* 1975), US-amerikanische SchauspielerinMireille Enos (* 1975)

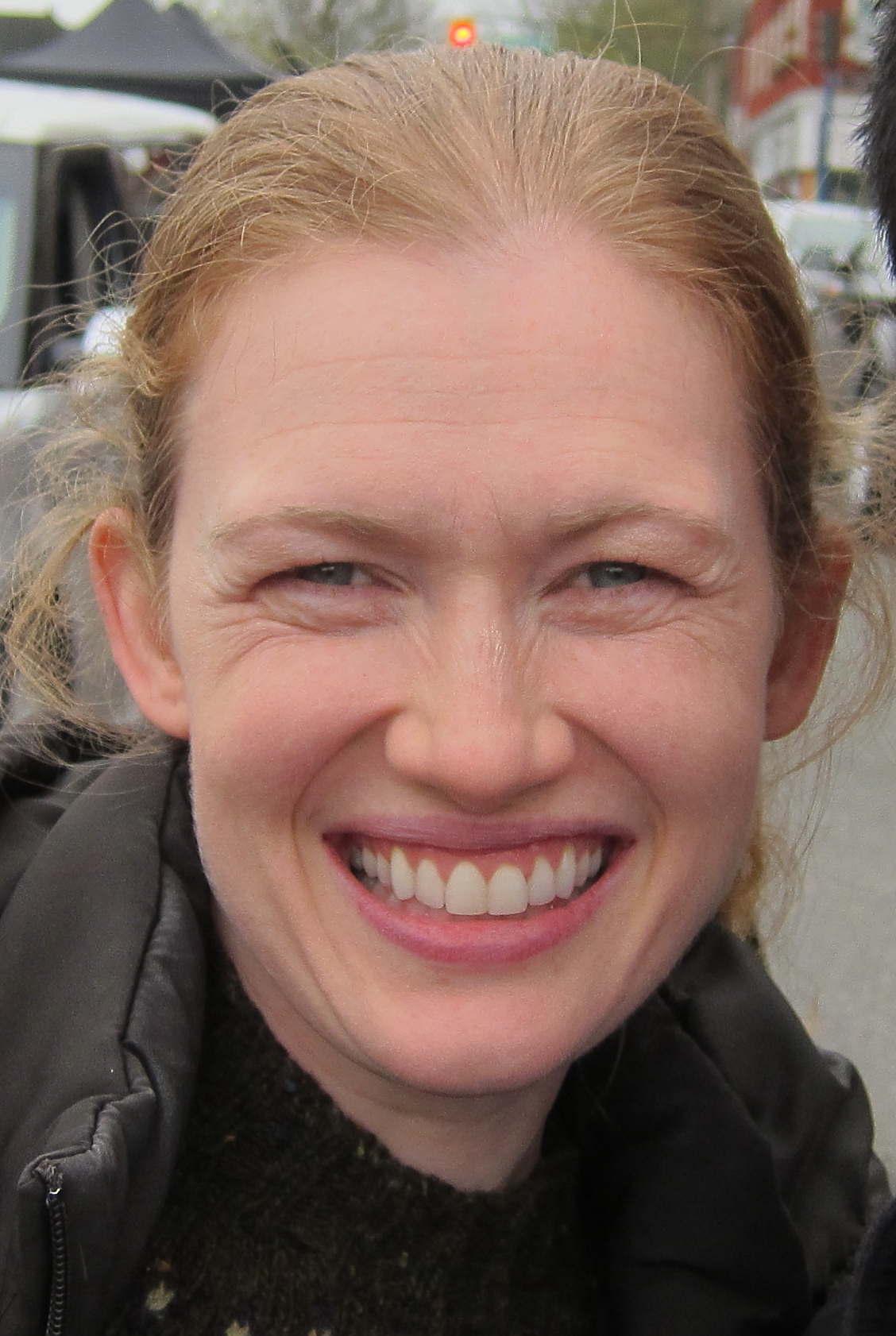
Mireille Enos (* 1975)